# Herzogsgrab
Das Herzogsgrab ist eine jungsteinzeitliche Megalithanlage (Großsteingrab) auf der Halbinsel Mönchgut der Insel Rügen in Mecklenburg-Vorpommern. Das Großsteingrab mit der Sprockhoff-Nr. 509 entstand zwischen 3500 und 2800 v. Chr. in der Jungsteinzeit als Megalithanlage der Trichterbecherkultur (TBK).

## Lage

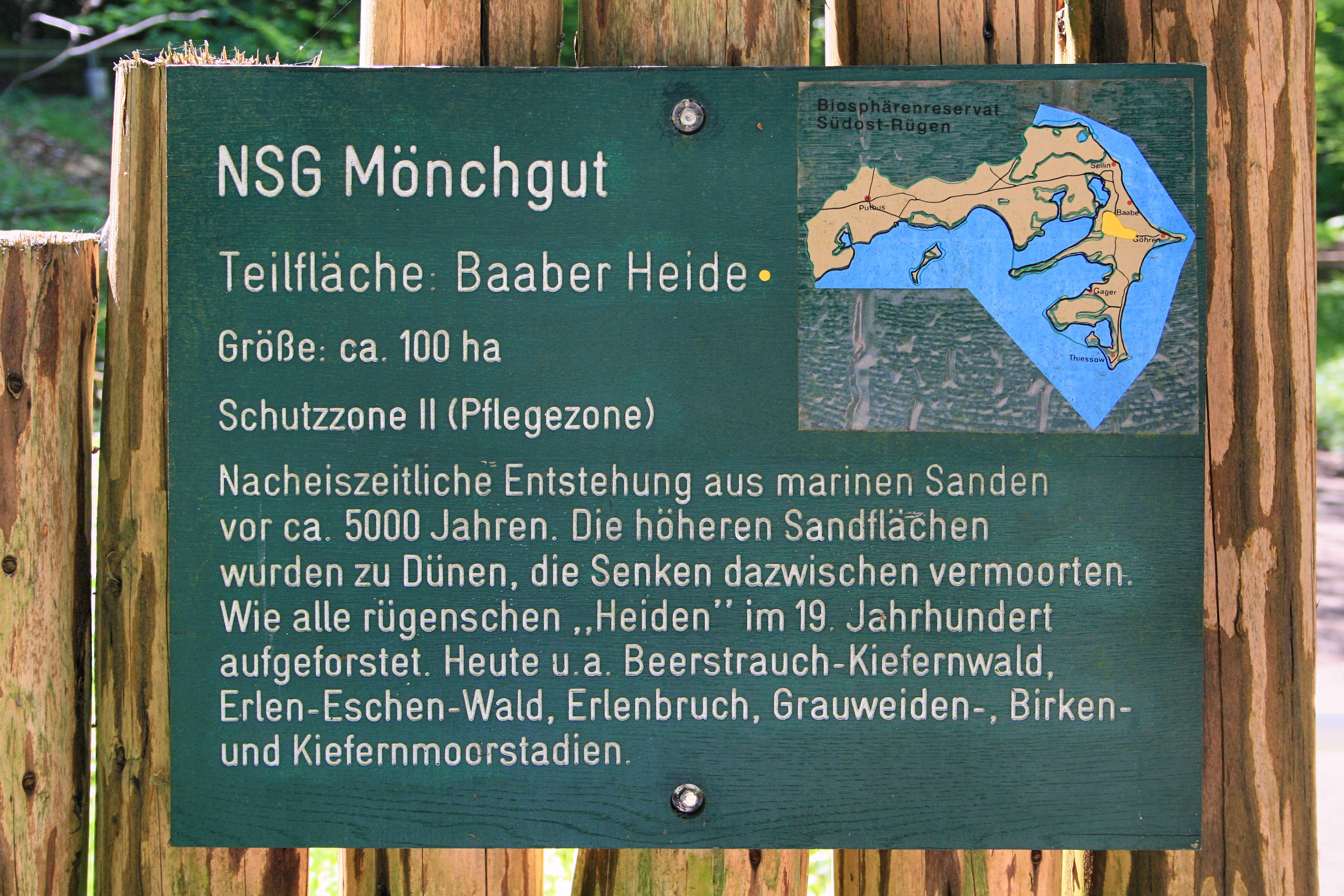
Eingang zum NSG Mönchgut

Der Großdolmen liegt im Naturschutzgebiet Mönchgut, das eine der Pflegezonen im Biosphärenreservat Südost-Rügen ist. Das Herzogsgrab liegt am nur wenige Meter nordwestlich der Straßenabzweigung der B 196 nach Middelhagen beginnenden Wanderweg (800 Meter Richtung Westen).
Geologisch liegt das Herzogsgrab am südlichen Rand der Nehrung Baaber Heide, weniger als 100 Meter vom littorinazeitlichen Kliff des Göhren-Reddevitzer Höhenzuges entfernt. Aus der ehemaligen Steilküste, die vor 6000 bis 7000 Jahren durch marine Erosion entstand, stammen mit hoher Wahrscheinlichkeit auch die Findlinge, aus denen das Hünenbett mit der Grabkammer darin vor etwa 4000 Jahren errichtet wurde.
Neben den Ergebnissen anderer Altersbestimmungen gilt das Herzogsgrab als Beweis dafür, dass die Nehrung Baaber Heide – zumindest in diesem Bereich – schon vor mehr als 4000 Jahren existierte.
Die Baaber Heide war, wie andere Rügener Heiden, z. B. die Schmale Heide und die Schaabe (früher Wittower Heide), Mitte des 19. Jahrhunderts aufgeforstet worden und ist heute in weiten Teilen vom Mönchguter Forst bedeckt.

## Erforschung

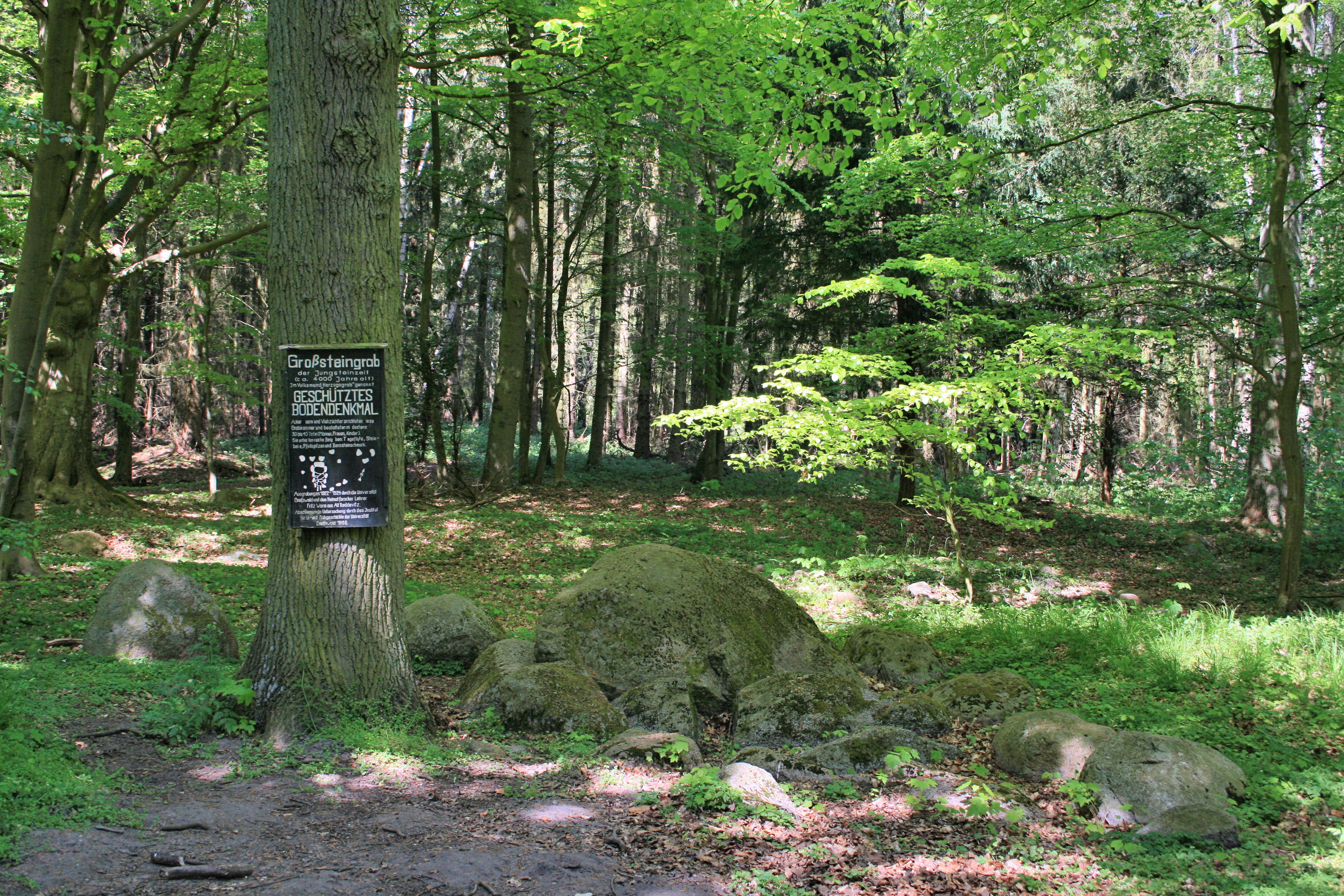
Herzogsgrab nördlich des Weges von Göhren nach Alt Reddevitz

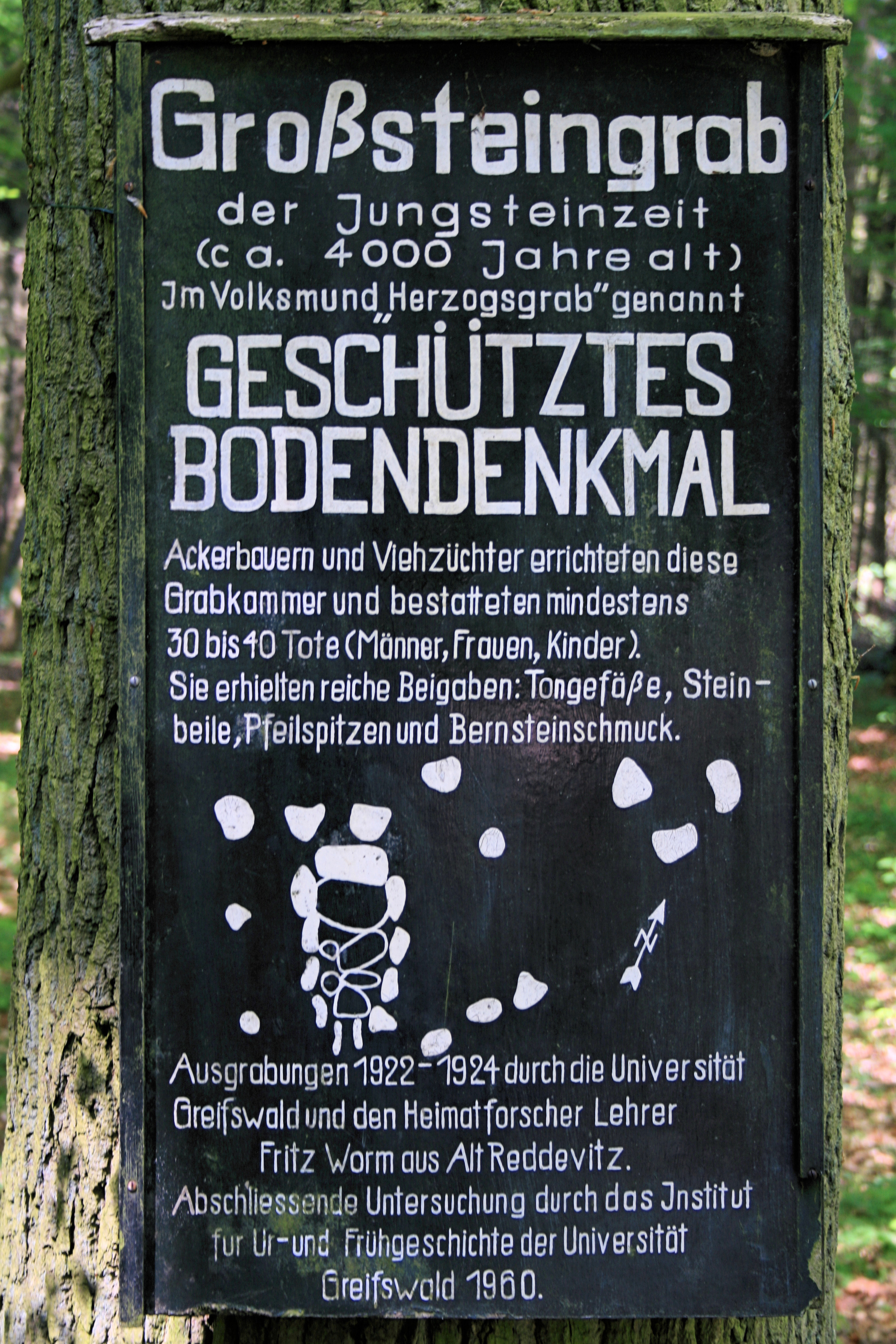
Alte Informationstafel am Herzogsgrab

Der heimatkundlich interessierte und aktive Lehrer und Heimatdichter Fritz Worm aus Alt Reddevitz hatte seit 1920 nach dem Herzogsgrab gesucht, nachdem er von einer entsprechenden Sage gehört hatte. 1922 fand er es am Waldweg zwischen Alt Reddevitz und Göhren unter Strauchwerk und Moos. Von 1922 bis 1924 wurde es erstmals durch den Prähistoriker Franz Klinghardt unter Beteiligung des Archäologen Armin von Gerkan von der Universität Greifswald eingehend untersucht. Es stellte sich heraus, dass die eigentliche Grabkammer von einer ungefähr 15 Meter langen trapezförmigen Steinsetzung (Hünenbett) eingefasst ist.
Das Grab bestand seit dem Neolithikum, hatte aber mehrere spätere Nachbestattungen. Es war Brandgrab (Urnen) aber auch Körpergrab (Skelette). Es wurden ca. 40 Reste von Individuen gefunden, die von dem Anthropologen Theodor Mollison untersucht und begutachtet wurden. Zahlreiche, relativ vollständig erhaltene Urnen, sowie eine Vielzahl von neolithischen Werkzeugen – Steinbeile, Schleifplatte für Flinte, Flinte usw. wurden geborgen. Urnen und Keramikscherben waren aus der Trichterbecherkultur mit Tiefstichverzierung. Schmuckteile – z. B. Bernsteinperlen rundeten das Fundspektrum ab.
1960 (nach anderen Quellen 1962) wurde, wiederum durch die Universität Greifswald, das Großsteingrab nochmals untersucht. Nach der Öffnung der Grabkammer konnten zahlreiche Beigaben geborgen werden. Darunter waren unter anderem Keramikscherben von mindestens 26 Tongefäßen, 22 Flintbeile, zwei Felsgesteinäxte, drei Flintmeißel, 56 querschneidende Pfeilspitzen und zahlreiche Bernsteinperlen.
Die zirka 5,40 Meter lange Grabkammer wird an den Längsseiten durch je vier Steine gebildet, im Norden wird sie durch einen größeren Stein abgeschlossen. Der besonders für Rügener Großdolmen typische Windfang, aus zwei aufrecht stehenden Steinplatten bestehend, befindet sich an der Südseite. Ein Deckstein mit einer Masse von sechs Tonnen ist in seiner Originalgröße erhalten geblieben, zwei weitere sind in mehrere Teile zerbrochen.
Bei den Ausgrabungen wurden die Knochenreste von 30 bis 40 Menschen geborgen, die hier vor etwa 4000 Jahren, wohl über einen längeren Zeitraum hinweg, bestattet worden waren.
Die geborgenen Grabbeigaben und die Ausgrabungsdokumentation sind heute Bestandteil der archäologischen Sammlung der Ernst-Moritz-Arndt-Universität Greifswald.

Das GSG „Herzogsgrab“ 1922 vor der Öffnung
„Herzogsgrab“ 1922 – Kartierung der Steine
„Herzogsgrab“ 1922–1924 – Kartierung der Funde
„Herzogsgrab“ 1922–1924 – Fundbeispiel Flintschleifplatte
„Herzogsgrab“ 1922–1924 – Urne